# Tapparella (brano musicale)
Tapparella è un brano del 1996 di Elio e le Storie Tese facente parte dell'album Eat the Phikis.
Composto da Rocco Tanica e Cesareo, con collaborazione ai testi dello stesso Elio, fu successivamente pubblicato come singolo nel 2001.

## Descrizione
Il brano è stato pubblicato come singolo nel 2001, regalato ai primi 1000 vincitori di un quiz del sito web TuttoGratis. La single version del brano è stata registrata dal vivo il 21 maggio 1996 durante un concerto a Bergamo. Questa versione era già stata inclusa nell'album live Made in Japan, uscito nello stesso anno (2001).

## Curiosità
- Il brano è costruito come un pezzo di Southern rock e parte su una base che richiama il brano Tuesday's Gone, dall'album (Pronounced 'Lĕh-'nérd 'Skin-'nérd) dei Lynyrd Skynyrd.
- Nel brano vengono citati Little Wing dei Jimi Hendrix Experience, Impressioni di settembre e È Festa (Celebration) della PFM, i pittori Pietro Cascella e Domenico Purificato («Ascella purificata»), Strawberry Fields Forever dei Beatles, 29 settembre dell'Equipe 84, S'Gaida Na Horo delle Le Mystere des Voix Bulgares, il vecchio spot del gruppo imprenditoriale Aiazzone («Amicizia no, cortesia no, convenienza no, ampio parcheggio no»), il gioco della bottiglia, il "gioco della scopa", L'elefante bianco degli Area e  Gente per bene e gente per male di Lucio Battisti[2].

- Sono inoltre presenti svariate "ghost track" registrate al contrario[2][3].

- Il brano si conclude con il coro "Forza Panino!", sorta di mantra catartico sulla falsariga di quello presente nella coda del brano Hey Jude dei Beatles. Panino era un soprannome di gioventù di Paolo Panigada, in arte Feiez, storico membro della band morto nel 1998.[4]